# Missionary
Albums de Snoop Dogg
Snoop Cube 40 $hort
(2022)
Singles
1. Gorgeous
Sortie : 1er novembre 2024
2. Outta Da Blue
Sortie : 21 novembre 2024

Missionary est le 20e album studio du rappeur américain Snoop Dogg sorti en 2024. Il est publié sur les labels Death Row Records, Aftermath Entertainment et Interscope.

## Historique
L'album est mentionné pour la première fois par Snoop Dogg sur ses réseaux sociaux fin 2022. Le rappeur confirme que Missionary est en développement depuis quelque temps. Dans le podcast Know Mercy de Stephen A. Smith (en), il déclare « Je vais vous dire ceci, vous êtes le premier à entendre ça : moi et Dr. Dre travaillons sur un album depuis deux mois. [...] Cela sera fait en novembre. Il est produit par Dr. Dre, c'est notre 30e anniversaire avec Doggystyle. Et le nom de l'album est Missionary. » Lorsque Stephen A. Smith lui demande la signification du titre, Snoop ironise simplement « Le premier album était Doggystyle ». Les deux termes désignent en anglais deux positions sexuelles : la levrette et le missionnaire.
Lors d'une interview pour le programme From The Desk Of Lo en août 2023, le rappeur The D.O.C. révèle que l'album sonne comme l'équilibre parfait entre l'ancien et le nouveau son Death Row Records : « Cela ressemble à ce à quoi aurait ressemblé le prochain album de Snoop dans Death Row, c'est à ça que ça ressemble. »
L'album ne sort finalement pas fin 2023 comme annoncé. En janvier 2024, Snoop fait le point sur le projet et évoque sa collaboration avec Dr. Dre : « Quand vous entendez ce que nous avons et comment il m'a fait rapper, c'est comme un Snoop Dogg adulte. Il a une certaine croissance chez lui. C'est la façon dont il sélectionne ses mesures, c'est la façon dont il utilise sa voix. Il m'utilise comme un putain de robot et j'adore ça parce que j'aime être produit, j'aime être mis au défi,. »
En février 2024, le rappeur-producteur Erick Sermon révèle avoir une chanson « folle » sur l'album.
En mars 2024, Snoop Dogg annonce dans l'émission Jimmy Kimmel Live! que Dr. Dre va mixer l'album le mois suivant. Il est ensuite révélé que 50 Cent participera à l'album.
Le 13 août 2024, lors d'une interview pour Entertainment Tonight, Dr. Dre explique avoir presque fini de mixer l'album qui devrait contenir 14 ou 16 titres. Il révèle devoir livrer son travail en septembre, pour une date de sortie en novembre, ainsi que sa participation vocale sur un morceau. La présence de Sting est également révélée. Dans une interview pour Complex, Snoop Dogg et Dr. Dre affirment que l'album sortira « plus tard cette année avant Noël. » Dans un entretien avec Drink Champs, Method Man révèle sa participation au projet.
Snoop Dogg annonce ensuite la participation de Jelly Roll et confirme celle de Sting.

## Production
L'album est entièrement produit par Dr. Dre, qui avait lancé la carrière de Snoop Dogg avec le titre Deep Cover (1992) sur la bande originale de Dernière Limite avant de produire son premier album studio, Doggystyle (1993). Missionary est présenté comme un retour aux sources de Snoop, avec un son proche de celui des années 1990.
Dans une interview en août 2024, Dr. Dre déclare à propos de l'album : « Celui-ci va montrer un niveau de maturité différent avec ma musique. J’ai l’impression que c’est l’une des meilleures musiques que j’ai faites dans ma carrière. »

## Liste des titres
| Liste des titres | Liste des titres                                             | Liste des titres | Liste des titres                                                         | Liste des titres | Liste des titres | Liste des titres | Liste des titres | Liste des titres | Liste des titres |
| No               | Titre                                                        | Auteur | Producteurs                                                              | Durée            |                  |                  |                  |                  |                  |
| ---------------- | ------------------------------------------------------------ | --- | ------------------------------------------------------------------------ | ---------------- | ---------------- | ---------------- | ---------------- | ---------------- | ---------------- |
| 1.               | Fore Play (featuring BJ the Chicago Kid)                     | - Andre Young - Brandon Perry - Tia Myrie - Varick Smith - Charlie Bereal - Erik Griggs - David Balfour - Farid Nassar - Dwayne Abernathy Jr. - Bernard Edwards Jr. | - Dr. Dre - The ICU                                                      | 1:15             |                  |                  |                  |                  |                  |
| 2.               | Shangri-La                                                   | - Young - V. Smith - Perry - Abernathy Jr. - Cristina Gallo - Samuel Anderson - Jason Turnbull - Lawton Aekah Bouhairie - Ahmad Jamal | - Dr. Dre - Sam Sneed - Jason "Sire" Turnbull - Lawton "Agent" Bouhairie | 1:37             |                  |                  |                  |                  |                  |
| 3.               | Outta da Blue (featuring Dr. Dre & Alus)                     | - Calvin Broadus - Young - Abernathy Jr. - Jahmal Gwin - Michael Mulé - Isaac De Boni - Perry - Myrie - V. Smith - Lisa Stansfield - Ian Devaney - Andy Morris - Mandy Priddice - Cedrick Letshou - Tina Bruins - Jack Daley - Oliver Price - Maya Arulpragasam - Mick Jones - Paul Simonon - Topper Headon - Joe Strummer - Wesley Pentz - Jesse Weaver Jr. - Clayton Ivey - Terry Woodford | - Dr. Dre - Dem Jointz - BoogzDaBeast - FnZ                              | 2:39             |                  |                  |                  |                  |                  |
| 4.               | Hard Knocks                                                  | - Broadus - Young - V. Smith - Myrie - Perry - Kion Williams - Tiwan Raybon - Jesse Wilson - Khalif Muhammad - Edwards Jr. - Roger Waters - Bernado Baraj - Carlos Mellino - Ricardo Lew | - Dr. Dre - Jesse "Corporal" Wilson - Self B Tru - Focus...              | 4:13             |                  |                  |                  |                  |                  |
| 5.               | Gorgeous (featuring Jhené Aiko)                              | - Young - Terius Gesteelde-Diamant - Perry - V. Smith - Myrie - Griggs - Nassar - Balfour | - Dr. Dre - Erik "Blu2th" Griggs - Preach Bal4 - Fredwreck               | 2:56             |                  |                  |                  |                  |                  |
| 6.               | Last Dance with Mary Jane (featuring Tom Petty & Jelly Roll) | - Young - Tom Petty - Jason DeFord - Perry - V. Smith - Myrie - Griggs - Nassar - Balfour - Abernathy Jr. - Edwards Jr. | - Dr. Dre - The ICU                                                      | 3:05             |                  |                  |                  |                  |                  |
| 7.               | Thank You                                                    | - Broadus - Young - Perry - Myrie - V. Smith - Williams - Griggs - Balfour - Nassar - Abernathy Jr. - Edwards Jr. - Marshall Mathers - Sylvester Stewart | - Dr. Dre - The ICU                                                      | 2:43             |                  |                  |                  |                  |                  |
| 8.               | Pressure (featuring Dr. Dre & K.A.A.N. (en))                 | - Young - Perry - V. Smith - Jeremy Kollie - Abernathy Jr. - Sly Jordan - Melvin Henderson - Edwards Jr. - Luchi De Jesus | - Dr. Dre - Focus... - Mell Beats                                        | 2:22             |                  |                  |                  |                  |                  |
| 9.               | Another Part of Me (featuring Sting)                         | - Young - Perry - V. Smith - Myrie - Jordan - Yannick Koffi - Russell Vitale - Gordon Sumner - Griggs - Nassar - Balfour - Abernathy Jr. - Edwards Jr. | - Dr. Dre - The ICU                                                      | 3:27             |                  |                  |                  |                  |                  |
| 10.              | Skyscrapers (featuring Method Man & Smitty)                  | - Young - V. Smith - Clifford Smith - Anderson - Turnbull - Bouhairie - Rafi Monclova - Aram Schefrin - Michael Zager | - Dr. Dre - Sam Sneed - Turnbull - Bouhairie                             | 3:00             |                  |                  |                  |                  |                  |
| 11.              | Fire (featuring Cocoa Sarai)                                 | - Young - Myrie - V. Smith - Perry - Raybon - Williams - Nassar - Edwards Jr. | - Dr. Dre - Fredwreck - Focus...                                         | 3:42             |                  |                  |                  |                  |                  |
| 12.              | Gunz n Smoke (featuring 50 Cent & Eminem)                    | - Young - Curtis Jackson - Mathers - V. Smith - Perry - Myrie - C.S. Armstrong - Christopher Wallace - Osten Harvey Jr. - Al Green - DeWayne Rogers Sr. - Allie Wrubel - Herb Magidson - Nashiem Myrick - Sean Combs | - Dr. Dre - C.S. Armstrong                                               | 3:33             |                  |                  |                  |                  |                  |
| 13.              | Sticcy Situation (featuring K.A.A.N. and Cocoa Sarai)        | - Young - V. Smith - Perry - Myrie - Kollie - Abernathy Jr. - Edwards Jr. - Griggs - Nassar - Balfour - Isaac Hayes - David Porter - Suzanne Vega | - Dr. Dre - The ICU                                                      | 3:08             |                  |                  |                  |                  |                  |
| 14.              | Now or Never (featuring Dr. Dre & BJ the Chicago Kid)        | - Young - Bryan Sledge - Perry - Myrie - V. Smith - Eric Hudson - Daniel Murdock | - Dr. Dre - Eric Hudson - Danny Ezra Murdock                             | 3:18             |                  |                  |                  |                  |                  |
| 15.              | Gangsta Pose (featuring Dem Jointz, Stalone & Fat Money)     | - Young - Gallo - Myrie - Perry - Raybon - Jason Pounds - Henderson - Abernathy Jr. | - Dr. Dre - J. LBS - Mell Beats - Dem Jointz                             | 2:56             |                  |                  |                  |                  |                  |
| 16.              | The Negotiator                                               | - Young - V. Smith - Perry - Myrie - Anderson - Turnbull - Bouhairie - Carl Marshall - Robert Holmes - Abernathy Jr. | - Dr. Dre - Sam Sneed - Turnbull - Bouhairie - Dem Jointz                | 2:22             |                  |                  |                  |                  |                  |
| 46:23            |                                                              | |                                                                          |                  |                  |                  |                  |                  |                  |

## Samples
- Shangri-La contient un sample de Swahililand d'Ahmad Jamal[14].
- Outta da Blue contient des samples de Watermelon Fantasy de Daylight Studio, de Paper Planes de M.I.A., de Saturday Night Schoolly D et de Scratchin de Magic Disco Machine ; ainsi qu'une interpolation de All Around the World de Lisa Stansfield.
- Hard Knocks contient des samples de Another Brick in the Wall (Part 2) de Pink Floyd et de Mujer, Gracias por tu Llanto d'Alma y Vida.
- Last Dance with Mary Jane contient un sample de Mary Jane's Last Dance de Tom Petty and the Heartbreakers.
- Thank You contient un sample de Thank You (Falettinme Be Mice Elf Agin) de Sly and the Family Stone et une interpolation de The Watcher de Dr. Dre.
- Another Part of Me contient un sample de Message in a Bottle de The Police.
- The Negotiator contient un sample de Can't Stop Loving You de Soul Dog.

## Classements hebdomadaires
| Classement (2024)                   | Meilleure place |
| ----------------------------------- | --------------- |
| Allemagne (Media Control AG)        | 7               |
| Australie (ARIA)                    | 27              |
| Autriche (Ö3 Austria Top 40)        | 18              |
| Belgique (Flandre Ultratop)         | 35              |
| Belgique (Wallonie Ultratop)        | 32              |
| Canada (Canadian Albums Chart)      | 34              |
| Écosse (OCC)                        | 55              |
| États-Unis (Billboard 200)          | 20              |
| États-Unis (Top R&B/Hip-Hop Albums) | 7               |
| France (SNEP)                       | 26              |
| Italie (FIMI)                       | 67              |
| Nouvelle-Zélande (RIANZ)            | 19              |
| Pays-Bas (Mega Album Top 100)       | 18              |
| Portugal (AFP)                      | 198             |
| Royaume-Uni (UK Albums Chart)       | 24              |
| Royaume-Uni (R&B Albums)            | 1               |
| Suisse (Schweizer Hitparade)        | 4               |